# Rem als Jocs Olímpics d'estiu de 1920
Als Jocs Olímpics de 1920 celebrats a la ciutat d'Anvers (Bèlgica) es van celebrar cinc proves en rem, totes elles en categoria masculina. Les proves es van celebrar entre els dies 27 i 29 d'agost de 1920 a Anvers.

## Nacions participants
Hi participaren un total de 135 remers de 14 nacions diferents:
| - Bèlgica (20) - Brasil (5) - Canadà (5) - Dinamarca (1) - Estats Units (15) - França (13) - Itàlia (6) | - Noruega (13) - Nova Zelanda (1) - Països Baixos (12) - Regne Unit (10) - Suècia (6) - Suïssa (13) - Txecoslovàquia (15) |

## Resum de medalles
| Prova                      | Or | Argent | Bronze |
| Scull individual detalls   | Jack Kelly | Jack Beresford | Clarence D'Arcy |
| Doble scull detalls        | Estats Units Jack Kelly · Paul Costello | ItàliaErminio Dones · Pietro Annoni | França Alfred Plé · Gaston Giran |
| Dos amb timoner detalls    | ItàliaErcole Olgeni · Giovanni Scatturin · Guido De Filip | FrançaGabriel Poix · Maurice Bouton · Ernest Barberolle | SuïssaEdouard Candeveau · Alfred Felber · Paul Piaget                                                                                               |
| Quatre amb timoner detalls | SuïssaWilly Brüderlin · Max Rudolf · Paul Rudolf · Hans Walter · Paul Staub                                                                                   | Estats UnitsKenneth Myers · Carl Klose · Franz Federschmidt · Erich Federschmidt · Sherman Clark                                                              | NoruegaBirger Var · Theodor Klem · Henry Larsen · Per Gulbrandsen · Thoralf Hagen                                                                   |
| Vuit amb timoner detalls   | Estats UnitsVirgil Jacomini · Edwin Graves · William Jordan · Edward Moore · Alden Sanborn · Donald Johnston · Vincent Gallagher · Clyde King · Sherman Clark | Regne UnitEwart Horsfall · Guy Oliver Nickalls · Richard Lucas · Walter James · John Campbell · Sebastian Earl · Ralph Shove · Sidney Swann · Robin Johnstone | NoruegaTheodor Nag · Conrad Olsen · Adolf Nilsen · Håkon Ellingsen · Thore Michelsen · Arne Mortensen · Karl Nag · Tollef Tollefsen · Thoralf Hagen |

## Medaller
| Posició | País         | Or | Argent | Bronze | Total |
| 1       | Estats Units | 3  | 1      | 0      | 4     |
| 2       | Itàlia       | 1  | 1      | 0      | 2     |
| 3       | Suïssa       | 1  | 0      | 1      | 2     |
| 4       | Regne Unit   | 0  | 2      | 0      | 2     |
| 5       | França       | 0  | 1      | 1      | 2     |
| 6       | Noruega      | 0  | 0      | 2      | 2     |
| 7       | Nova Zelanda | 0  | 0      | 1      | 1     |